# Canarina
Canarina é um género de uma planta com flor pertencente à família das Campanulaceae. O nome provém das ilhas Canárias de onde a espécie mais conhecida (Canarina canariensis) é endémica.

## Descrição
O género engloba as seguintes espécies: 
- Canarina abyssinica Engl. - distribuída na África tropical.
- Canarina canariensis (L.) Vatke - Conhecida anteriormente também por nomes como Campanula canariensis, Canarina campanula, Canarina campanulata e Canarina laevigata, é a espécie mais conhecida do género. É endémica das ilhas Canárias e a sua flor vermelha vistosa em forma de sino, torna-a apetecível para cultivo como ornamental. A variedade Canarina canariensis (L.) Vatke var. angustifolia G. Kunkel é caracterizada por possuir folhas mais estreitas.
- Canarina elegantissima T.C.E.Fr. - Nativa das cordilheiras do Quénia.
- Canarina eminii Asch. & Schwernf. - Distribui-se pela África tropical.
- Canarina molucanna Roxb. - Nativa das ilhas Molucas.
- Canarina zanguebar Lour. - Com distribuição pela África tropical.